# إد أسنر
إد أسنر (بالإنجليزية: Ed Asner) مواليد 15 نوفمبر 1929 في كانساس سيتي، الولايات المتحدة، هو ممثل أمريكي بدأ مسيرته الفنية سنة 1957. هو من الحائزين على جائزة إيمي وجائزة غولدن غلوب. درس في جامعة شيكاغو. هو الرئيس للسابق لنقابة ممثلي الشاشة.

## أعماله
- إل دورادو (فيلم)
- الأعزب (فيلم)
- ضخم (فيلم)
- ذا فيرجينيان
- بين كيسي
- غان سموك
- ذا إف بي آي (مسلسل)
- أيرون سايد (مسلسل)
- ميشين إمبوسيبول (مسلسل)
- هاواي فايف أو (مسلسل 1968)
- فرسان الكوكب
- الضاحكون
- سبايدرمان (1994)
- الكراغل
- باتمان (مسلسل رسوم متحركة 1992)
- مغامرات فهيم
- باص المدرسة العجيب
- ماد أباوت يو
- جوني كويست
- ذا براكتيس
- القنادس الغاضبة
- الحياة مع لوي
- جومانجي (مسلسل)
- زورو (مسلسل رسوم متحركة 1997)
- الملفات الغامضة
- سوبرمان (رسوم متحركة)
- عائلة سيمبسون
- الفسحة (مسلسل تلفزيوني)
- ممسوس بملاك
- جوني برافو
- بظ يطير وقيادة الكوكب
- فاميلي غاي
- اكبح حماسك
- دارما وغريغ (مسلسل)
- كينغ أوف ذا هيل
- داك المراوغ
- الفتيات الخارقات
- سبيكتاكيولار سبايدرمان
- أميريكان داد!
- شباب العدالة (سلسلة تلفزية)
- ذا كليفلاند شو
- وحيد في المنزل: سارقو العطلة
- العرض العادي
- القانون والنظام: الوحدة الخاصة للضحايا
- أم (مسلسل)
- هاواي فايف أو
- عقول إجرامية
- ذا غود وايف
- سبونج بوب سكوير بانتس
- بونز (مسلسل)
- حرب النجوم: فرسان الجمهورية القديمة

## الجوائز
- جائزة غولدن غلوب لأفضل ممثل دراما
- جائزة غولدن غلوب لأفضل ممثل مساعد

## روابط خارجية
- إد أسنر على موقع IMDb (الإنجليزية)
- إد أسنر على موقع الموسوعة البريطانية (الإنجليزية)
- إد أسنر على موقع روتن توميتوز (الإنجليزية)
- إد أسنر على موقع ألو سيني (الفرنسية)
- إد أسنر على موقع ميوزك برينز (الإنجليزية)
- إد أسنر على موقع تيرنر كلاسيك موفيز (الإنجليزية)
- إد أسنر على موقع أول موفي (الإنجليزية)
- إد أسنر على موقع قاعدة بيانات برودواي على الإنترنت (الإنجليزية)
- إد أسنر على موقع قاعدة بيانات الأفلام السويدية (السويدية)
- إد أسنر على موقع إن إن دي بي (الإنجليزية)